# Geselberg

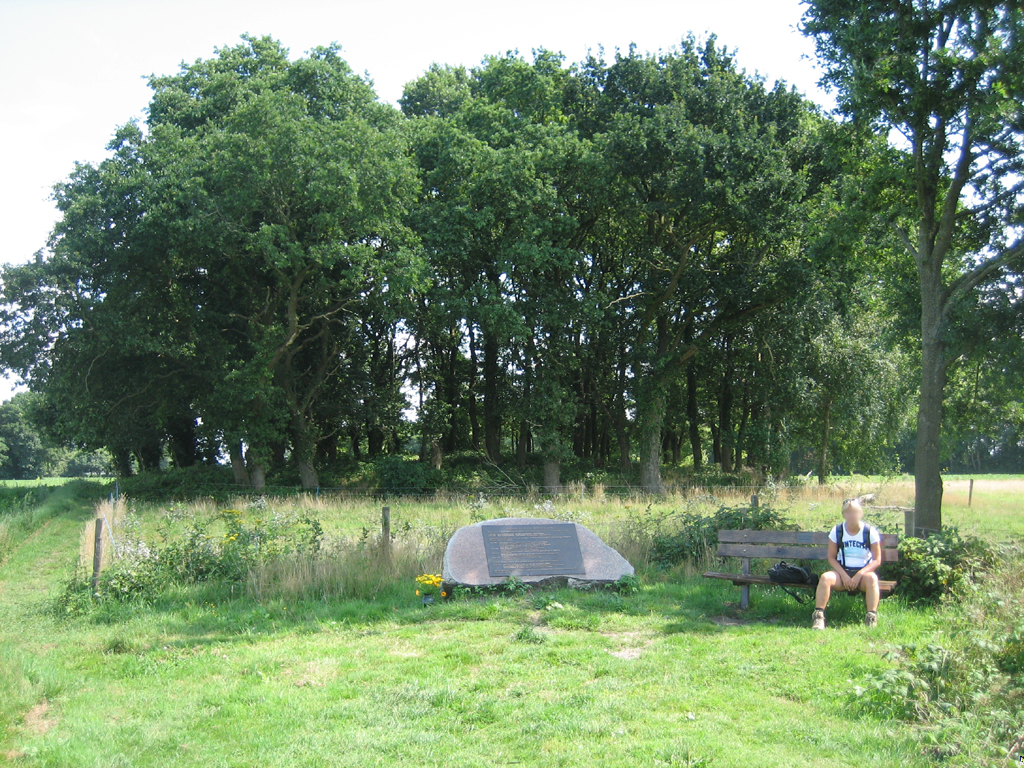
De Geselberg met gedenksteen

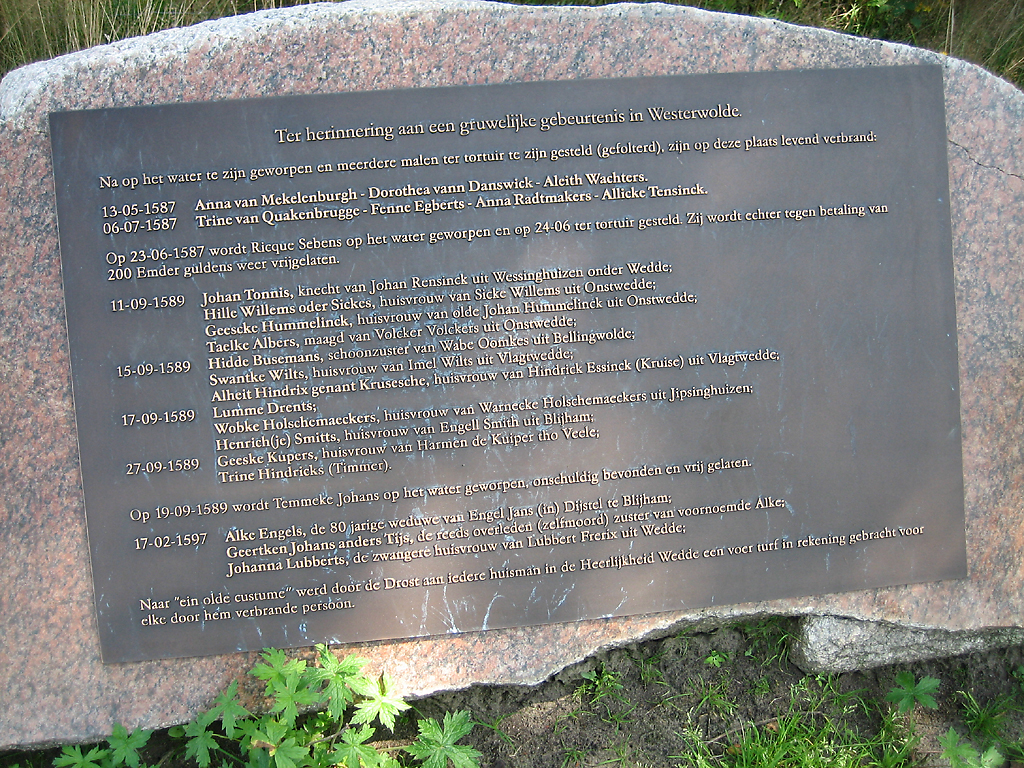
Gedenksteen

De Geselberg of Galgenberg is een van de opgestuwde heuveltjes in de gemeente Westerwolde uit de laatste ijstijd tussen Veele en Wedde. Het vormde vroeger een galgenveld. In de periode tussen 1587 en 1597 werden er op de Geselberg meerdere personen wegens vermeende hekserij levend verbrand. Voor de Geselberg staat een gedenksteen waarop de namen van deze "heksen" vermeld staan. De heuvel van 4,5 boven NAP steekt ongeveer twee en een halve meter boven het maaiveld uit.
De midwinterhoornblazers "De giezelbaargbloazers" uit het dorpje Veele, hebben hun naam ontleend aan deze heuvel.